# Tallareta del desert asiàtica
La tallareta del desert asiàtica, anteriorment anomenada tallareta pàl·lida (Curruca nana; syn: sylvia nana) és una espècie d'ocell passeriforme de la família dels sílvids (Sylviidae).
De color gris-arenós, els adults fan uns 11 a 12 centímetres. Crien als deserts i zones àrides des de la mar Càspia i la mar d'Aral, cap a l'est, pel Turquestan, nord-est de l'Iran, i oest de l'Afganistan, fins a l'oest de la Xina i sud de Mongòlia. L'hivern es desplacen cap al sud, des del nord-est d'Àfrica fins al nord-oest del Pakistan. El seu estat de conservació es considera de risc mínim.

## Taxonomia
La tallareta del desert asiàtica, anteriorment era considerada coespecífica amb la tallareta del desert africana (Sylvia deserti), però el Congrés Ornitològic Internacional decidí assignar-li un rang propi. Aleshores aquesta espècie estava classificada en el gènere Sylvia, però el COI, en la seva llista mundial d'ocells (versió 10.2, 2020) el transferí al gènere Curruca. Segons el Handook of the Birds of the World i la quarta versió de la BirdLife International Checklist of the birds of the world (Desembre 2019), aquest tàxon apareix classificat encara dins del gènere Sylvia.